# Lac de Lessoc
Der Lac de Lessoc (auch Lac de Montbovon) ist ein Stausee im Schweizer Kanton Freiburg.
Er liegt auf einer Höhe von 774 m ü. M. zwischen den Ortschaften Montbovon und Lessoc in der Gemeinde Haut-Intyamon. Gespiesen wird der 21,3 ha grosse See von der Saane, die im Norden nach dem Staudamm wieder abfliesst.